# 南海ビルサービス
南海ビルサービス株式会社 （なんかいビルサービス）は、ビル施設管理、マンション管理、公共施設管理などといった建築物管理を中心に事業展開する株式会社。南海グループに属する。本社は大阪市浪速区日本橋に所在する。

## 概要
南海グループのレジャー・サービスセグメントの一角を形成する不動産管理会社。レジャー・サービスセグメントの約半分近くの売上を占めている。
南海グループの駅ビルの施設管理や警備業、清掃などを中心に事業展開しているが、南海沿線の地方自治体の公共施設の指定管理者での管理受託や、ビルや住宅などのリフォーム、不動産の仲介事業や賃貸住宅の管理など宅地建物取引業も手掛ける。
不動産管理関連のほかにも、南海高野線下古沢 - 高野山間、高師浜線・多奈川線・加太線・和歌山港線の駅務業務のほか、自動改札機や信号機の保守管理など鉄道関連のサービスを南海電鉄から受託している。

## 沿革
- 1978年4月 - 南海電気鉄道により会社設立。
  - 11月 - なんばCITYの設備管理業務を受託。
- 1990年3月 - 南海サウスタワーホテル大阪(現:スイスホテル南海大阪)の設備管理・清掃業務を受託。
- 2002年8月 - なんばパークスの総合管理業務を受託。
- 2004年12月 - 橋本市民病院の総合管理業務を受託。
- 2006年5月 - 東京支店開設。
- 2011年4月 - JTBグループとともに岸和田市立浪切ホールの指定管理者を受託。
- 2015年10月 - 市立吹田サッカースタジアムの清掃管理業務を受託。
- 2016年7月　- ライフコミュニティ株式会社を子会社化。
- 2018年10月 - なんばスカイオの総合管理業務を受託。
- 2019年10月 - 岸和田市と岸和田市立浪切ホールのネーミングライツ契約を締結。2022年3月31日まで施設名を「南海浪切ホール」とする[3]。